# Alperen Karahan
Alperen Karahan (27 ottobre 2000) è un pesista turco, medaglia d'argento ai Campionati europei U23 nel 2021.

## Record nazionali
Seniores
- Getto del peso: 20,81 m ( Bursa, 8 maggio 2022)
- Getto del peso indoor: 19,85 m ( Bursa, 9 marzo 2022)

Juniores
- Getto del peso (6 kg): 21,48 m ( Cluj-Napoca, 2 luglio 2019)
- Getto del peso (6 kg) indoor: 20,19 m ( Minsk, 26 febbraio 2019)

## Palmarès
| Anno | Manifestazione          | Sede              | Evento         | Risultato | Prestazione | Note  |
| ---- | ----------------------- | ----------------- | -------------- | --------- | ----------- | ----- |
| 2017 | Mondiali U18            | Nairobi           | Getto del peso | 6°        | 18,57 m     |       |
| 2018 | Mondiali U20            | Tampere           | Getto del peso | 15º (q)   | 18,51 m     |       |
| 2019 | Mediterraneo U23 indoor | Miramas           | Getto del peso | Argento   | 17,69 m     |       |
| 2019 | Europei U20             | Borås             | Getto del peso | Bronzo    | 19,76 m     |       |
| 2021 | Europei U23             | Tallinn           | Getto del peso | Argento   | 19,75 m     |       |
| 2022 | Europei                 | Monaco di Baviera | Getto del peso | 20º (q)   | 19,25 m     | [ 1 ] |
| 2022 | Mediterraneo U23        | Pescara           | Getto del peso | Oro       | 19,15 m     |       |

## Campionati nazionali
- 3 volte campione nazionale del getto del peso (2020, 2021, 2022)

2020
- Oro ai campionati turchi (Istanbul), getto del peso - 17,63 m

2021
- Oro ai campionati turchi (Bursa), getto del peso - 19,76 m

2022
- Oro ai campionati turchi (Bursa), getto del peso - 20,27 m

## Altre competizioni internazionali
2019
- Argento ai campionati del Mediterraneo Under 23 indoor ( Miramas), Getto del peso - 17,69 m
- Oro ai campionati balcanici under 20 ( Cluj-Napoca), getto del peso - 21,48 m

2021
- Bronzo in Coppa Europa di lanci under 23 ( Spalato), getto del peso - 19,48 m
- 5º nella First League degli Europei a squadre ( Cluj-Napoca), getto del peso - 19,03 m
- 5º ai campionati balcanici ( Smederevo), getto del peso - 19,59 m

2022
- Oro in Coppa Europa di lanci under 23 ( Leiria), getto del peso - 19,81 m
- Argento ai campionati balcanici ( Craiova), getto del peso - 20,20 m
- Oro ai Giochi della solidarietà islamica ( Konya), getto del peso - 20,46 m
- Oro ai campionati del Mediterraneo Under 23 ( Pescara), Getto del peso - 19,15 m